# 298P/Christensen
298P/Christensen, komet Jupiterove obitelji